# Chrysosoma trisignatum
Chrysosoma trisignatum är en tvåvingeart som beskrevs av Octave Parent 1941. Chrysosoma trisignatum ingår i släktet Chrysosoma och familjen styltflugor. Inga underarter finns listade i Catalogue of Life.